# Glenn Anderson
Glenn Anderson (ur. 2 października 1960 w Vancouver) – kanadyjski były zawodowy hokeista na lodzie. 
W latach 1980–1995 występował w lidze NHL na pozycji skrzydłowego. Wybrany z numerem 69 w czwartej rundzie draftu NHL w 1979 roku przez Edmonton Oilers. Grał w drużynach: Edmonton Oilers, Toronto Maple Leafs, New York Rangers oraz St. Louis Blues.

## Statystyki NHL
|              |                     |              | Sezony regularne | Sezony regularne | Sezony regularne | Sezony regularne | Sezony regularne |     | Playoffs | Playoffs | Playoffs | Playoffs | Playoffs |
| Sezon        | Drużyna             | M            | G                | A                | Pkt              | K                | M                | G   | A        | Pkt      | K        |          |          |
| ------------ | ------------------- | ------------ | ---------------- | ---------------- | ---------------- | ---------------- | ---------------- | --- | -------- | -------- | -------- | -------- | -------- |
| 1980-81      | Edmonton Oilers     | 58           | 30               | 23               | 53               | 24               | 9                | 5   | 7        | 12       | 12       |          |          |
| 1981-82      | Edmonton Oilers     | 80           | 38               | 67               | 105              | 71               | 5                | 2   | 5        | 7        | 8        |          |          |
| 1982-83      | Edmonton Oilers     | 72           | 48               | 56               | 104              | 70               | 16               | 10  | 10       | 20       | 32       |          |          |
| 1983-84      | Edmonton Oilers     | 80           | 54               | 45               | 99               | 65               | 19               | 6   | 11       | 17       | 33       |          |          |
| 1984-85      | Edmonton Oilers     | 80           | 42               | 39               | 81               | 69               | 18               | 10  | 16       | 26       | 38       |          |          |
| 1985-86      | Edmonton Oilers     | 72           | 54               | 48               | 102              | 90               | 10               | 8   | 3        | 11       | 14       |          |          |
| 1986-87      | Edmonton Oilers     | 80           | 35               | 38               | 73               | 65               | 21               | 14  | 13       | 27       | 59       |          |          |
| 1987-88      | Edmonton Oilers     | 80           | 38               | 50               | 88               | 58               | 19               | 9   | 16       | 25       | 49       |          |          |
| 1988-89      | Edmonton Oilers     | 79           | 16               | 48               | 64               | 93               | 7                | 1   | 2        | 3        | 8        |          |          |
| 1989-90      | Edmonton Oilers     | 73           | 34               | 38               | 72               | 107              | 22               | 10  | 12       | 22       | 20       |          |          |
| 1990-91      | Edmonton Oilers     | 74           | 24               | 31               | 55               | 59               | 18               | 6   | 7        | 13       | 41       |          |          |
| 1991-92      | Toronto Maple Leafs | 72           | 24               | 33               | 57               | 100              | -                | -   | -        | -        | -        |          |          |
| 1992-93      | Toronto Maple Leafs | 76           | 22               | 43               | 65               | 117              | 21               | 7   | 11       | 18       | 31       |          |          |
| 1993-94      | Toronto Maple Leafs | 73           | 17               | 18               | 35               | 50               | -                | -   | -        | -        | -        |          |          |
| 1993-94      | New York Rangers    | 12           | 4                | 2                | 6                | 12               | 23               | 3   | 3        | 6        | 42       |          |          |
| 1994-95      | St. Louis Blues     | 36           | 12               | 14               | 26               | 37               | 6                | 1   | 1        | 2        | 9        |          |          |
| 1995-96      | Edmonton Oilers     | 17           | 4                | 6                | 10               | 27               | -                | -   | -        | -        | -        |          |          |
| 1995-96      | St. Louis Blues     | 15           | 2                | 2                | 4                | 6                | 11               | 1   | 4        | 5        | 6        |          |          |
| Podsumowanie | Podsumowanie        | Podsumowanie | 1129             | 498              | 601              | 1099             | 1120             | 225 | 93       | 121      | 214      | 442      |          |

Legenda: M - ilość rozegranych spotkań, G - liczba zdobytych goli, A - liczba uzyskanych asyst, Pkt. - tzw. punktacja kanadyjska, czyli suma bramek i asyst, K - liczba minut spędzonych na ławce kar.